# معجزه‌گر
معجزه‌گر (به انگلیسی: The Miracle Worker) فیلمی در ژانر زندگی‌نامه‌ای به کارگردانی آرتور پن محصول ایالات متحدهٔ آمریکا است که در سال ۱۹۶۲ منتشر شد. از بازیگران آن می‌توان به آن بنکرافت، پتی دوک و اندرو پرین اشاره کرد.
آن بنکرافت و پتی دوک موفق شدند برای بازی در این فیلم جایزه اسکار بهترین بازیگر نقش اول زن و جایزه اسکار بهترین نقش مکمل زن را ازآنِ خود کنند.

## خلاصه داستان
«آن سالیون» (بنکرافت) مسئولیت آموزش زبان اشاره به «هلن کلر» (دوک)، دخترک نابینا و ناشنوای یک خانوادهٔ مرفه آلابامایی را به عهده می‌گیرد؛ وظیفه‌ای طاقت‌فرسا و ظاهراً ناممکن که «آن» پس از طی فرازونشیب‌های بسیار از عهدهٔ آن برمی‌آید.